# Llista de municipis de Guinea Equatorial
Aquesta és la llista de municipis de Guinea Equatorial, una República unitària situada en la costa occidental d'Àfrica que es divideix en 2 regions, 7 províncies i 32 municipis. Les capitals apareixen en ressaltat.

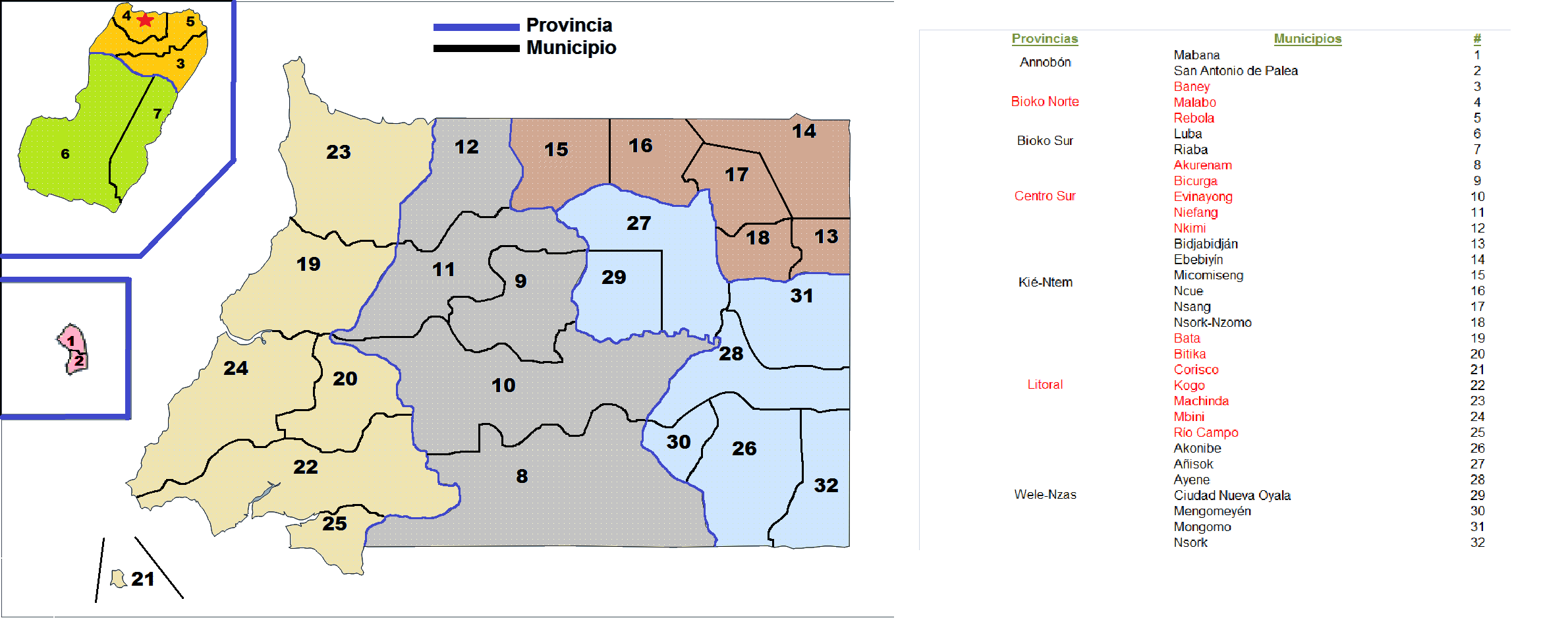
Municipis de Guinea Equatorial

## Llista de Municipis
| Regions           | Províncies | Municipis           |
| ----------------- | ---------- | ------------------- |
| Regió Insular     | Annobón    | San Antonio de Palé |
| Regió Insular     | Annobón    | Mabana              |
| Regió Insular     | Bioko Nord | Malabo              |
| Regió Insular     | Bioko Nord | Baney               |
| Regió Insular     | Bioko Nord | Rebola              |
| Regió Insular     | Bioko Sud  | Luba                |
| Regió Insular     | Bioko Sud  | Riaba               |
| Regió Continental | Centre Sud | Evinayong           |
| Regió Continental | Centre Sud | Niefang             |
| Regió Continental | Centre Sud | Akurenam            |
| Regió Continental | Centre Sud | Bicurga             |
| Regió Continental | Centre Sud | Nkimi               |
| Regió Continental | Kié-Ntem   | Ebebiyín            |
| Regió Continental | Kié-Ntem   | Micomeseng          |
| Regió Continental | Kié-Ntem   | Nsork-Nzomo         |
| Regió Continental | Kié-Ntem   | Ncue                |
| Regió Continental | Kié-Ntem   | Bidjabidján         |
| Regió Continental | Kié-Ntem   | Nsang               |
| Regió Continental | Litoral    | Bata                |
| Regió Continental | Litoral    | Mbini               |
| Regió Continental | Litoral    | Cogo                |
| Regió Continental | Litoral    | Machinda            |
| Regió Continental | Litoral    | Bitika              |
| Regió Continental | Litoral    | Corisco             |
| Regió Continental | Litoral    | Río Campo           |
| Regió Continental | Wele-Nzas  | Mongomo             |
| Regió Continental | Wele-Nzas  | Ciudad Nueva Oyala  |
| Regió Continental | Wele-Nzas  | Nsork               |
| Regió Continental | Wele-Nzas  | Añisok              |
| Regió Continental | Wele-Nzas  | Aconibe             |
| Regió Continental | Wele-Nzas  | Mengomeyén          |
| Regió Continental | Wele-Nzas  | Ayene               |